# Jiří Macháček (politik)
Jiří Macháček (* 27. srpna 1958) je bývalý český politik, v 90. letech 20. století poslanec České národní rady a Poslanecké sněmovny za Hnutí za samosprávnou demokracii - Společnost pro Moravu a Slezsko, později za Českomoravskou unii středu.

## Biografie
Ve volbách v roce 1990 byl zvolen do České národní rady za HSD-SMS. Mandát v ČNR ve volbách v roce 1992 obhájil (volební obvod Jihomoravský kraj). Zasedal ve výboru pro právní ochranu a bezpečnost.
Od vzniku samostatné České republiky v lednu 1993 byla ČNR transformována na Poslaneckou sněmovnu Parlamentu České republiky. V ní setrval do konce funkčního období, tedy do voleb v roce 1996. V důsledku transformace HSD-SMS na Českomoravskou unii středu přešel do této nové formace. V březnu 1996 byl zvolen předsedou sněmovní komise pro kontrolu BIS. Vládní koalice s tím vyslovila souhlas a Macháček se tak na tento post dostal jako zástupce opozičních stran. V květnu 1996 jeho poslaneckou kancelář ve Zlíně vykradl neznámý pachatel. V budově přitom bylo vícero kanceláří, ale jedinou vykradenou byla ta Macháčkova. Poslanec to ovšem do souvislosti se svou funkcí ve sněmovně nedával do souvislosti a odcizené předměty neobsahovaly citlivé informace.
Ve sněmovních volbách roku 1996 neúspěšně kandidoval za ČMUS. V komunálních volbách roku 1998, komunálních volbách roku 2002, komunálních volbách roku 2006 a komunálních volbách roku 2010 kandidoval do zastupitelstva města Zlín jako bezpartijní, v roce 2010 za Stranu Práv Občanů ZEMANOVCI (SPOZ). Nebyl ale zvolen. Profesně se uvádí k roku 1998 jako ředitel závodu, v ostatních letech coby vysokoškolský učitel. V komunálních volbách roku 1998 se uvádí jako člen hnutí Sdružení nezávislých kandidátů Zlín 2002.
Za SPOZ kandidoval i v krajských volbách roku 2012. Do zastupitelstva Zlínského kraje ale zvolen nebyl.